# اوشیاناگولد
اوشیاناگولد (انگلیسی: OceanaGold) شرکت معدن کانادایی است، که در سال ۱۹۸۹ تأسیس شد.